# Tłumik (instrumentoznawstwo)

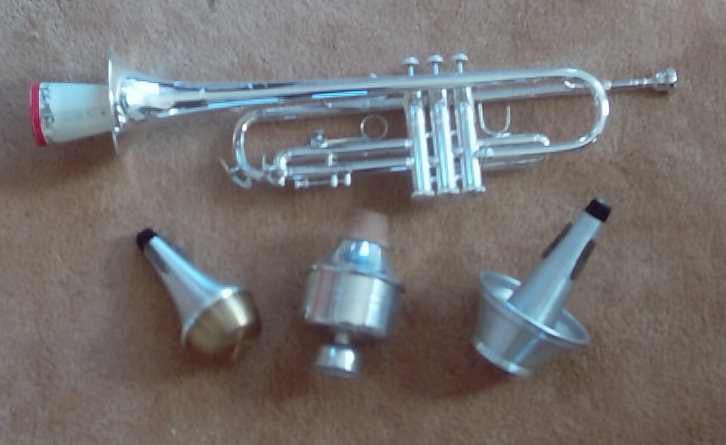
Tłumiki trąbkowe

Tłumik (wł. sordino, surdynka) – przyrząd w instrumencie muzycznym umożliwiający sztuczne ściszenie dźwięku i zmianę barwy na stłumioną, nosową.

## Zastosowanie

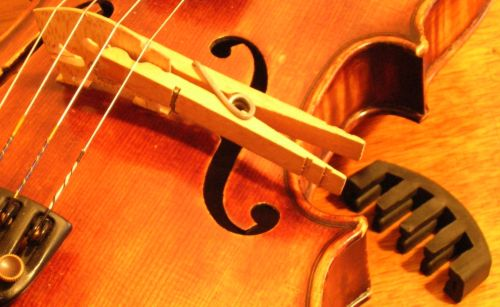
Tłumiki skrzypcowe

W pianinie tłumikiem jest moderator.
W membranofonach (bębnach i kotłach) – kawałek sukna, którym przykrywa się membranę lub jej część.
W instrumentach dętych ustnikowych, a także w saksofonie – drewniany, kartonowy lub metalowy stożek wsuwany do czary głosowej. W zależności od konstrukcji, tłumik zamyka przekrój czary, pozostawiając szczelinę przy brzegach, lub przylega do niej ściśle, pozostawiając wąski kanał środkowy.
W instrumentach z rodziny skrzypiec – drewniany, metalowo-filcowy, gumowy lub plastikowy przedmiot przypominający grzebień z trzema lub pięcioma (czasami dwoma) rozciętymi w poprzek grubymi zębami, który nakłada się na podstawek. Droższe, artystyczne tłumiki grzebieniowe wykonuje się również z kości słoniowej, bakelitu, hebanu i bukszpanu. Innym typem tłumika skrzypcowego jest drewniany, obciągnięty gumą lub plastikiem wałeczek, który przyczepia się poprzecznie do strun pomiędzy strunociągiem a podstawkiem. Specjalnym typem tłumika smyczkowego jest tulejka służąca do eliminowania wilczych tonów w wiolonczeli.
W instrumentach klawiszowych tłumikiem nazywane są również poduszeczki z filcu w mechanizmie młoteczkowym, których zadaniem jest tłumienie dźwięku po zwolnieniu klawisza.

## Wykorzystanie

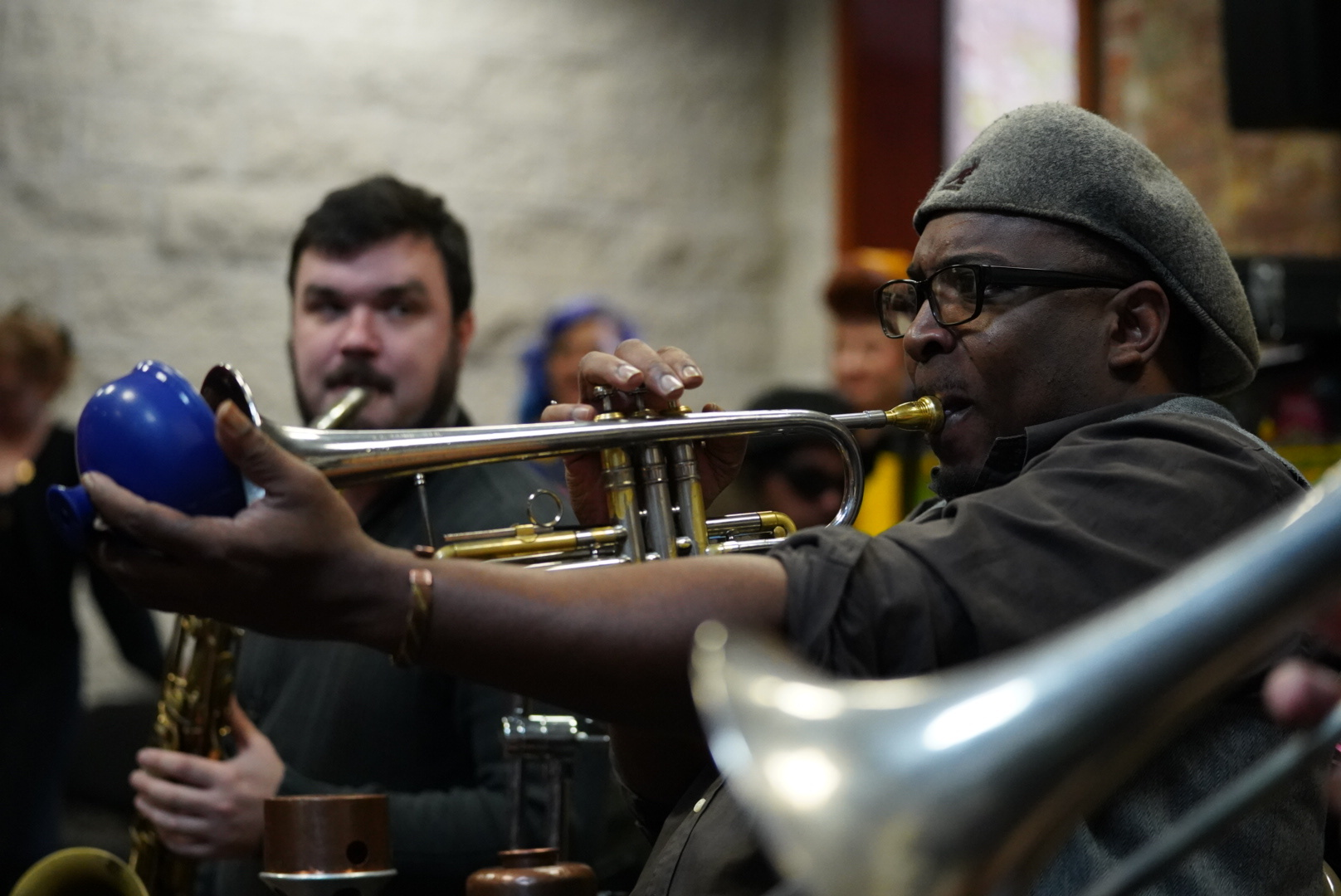
Muzyk jazzowy modulujący barwę trąbki tłumikiem

Tłumiki w instrumentach smyczkowych i dętych blaszanych wykorzystywane są co najmniej od XVII wieku. W 1637 francuski teoretyk muzyki Marin Mersenne opisał je w swoim kompedium muzycznym Harmonie universelle. W 1607 Claudio Monteverdi wykorzystał tłumik dla trąbki renesansowej, znanej wówczas jako clarion, w operze Orfeusz. W 1686 Jean-Baptiste Lully wykorzystał tłumik smyczkowy w II akcie opery Armida, a w 1787 Mozart – w trzeciej części Kwintetu smyczkowego nr 4 g-moll. W instrumentach dętych drewnianych (np. w oboju, fagocie, klarnecie) tłumienie za pomocą tkaniny lub drewnianego czopa wetkniętego w czarę głosową odnotowano po raz pierwszy w XVIII wieku. W XX wieku, muzycy jazzowi wprowadzili szeroką gamę tłumików oraz technik artykulacyjnych dla instrumentów dętych blaszanych.
Tłumiki mają zastosowanie podczas ćwiczeń oraz w praktyce wykonawczej, w muzyce rozrywkowej oraz w muzyce klasycznej. Tłumiki smyczkowe przeznaczone do ćwiczeń są zazwyczaj masywniejsze od koncertowych.
W partyturze, partia instrumentu, która ma zostać zagrana z tłumikiem oznaczona jest włoskim terminem con sordino. Odwołanie tłumienia oznacza się terminem senza sordino.